# ذبیح‌الله صفا
سید ذبیح‌الله صفا شهمیرزادی شناخته‌شده با نام ذبیح‌الله صفا (۱۶ اردیبهشت ۱۲۹۰ – ۹ اردیبهشت ۱۳۷۸) پژوهشگر، مترجم، مصحّح متون، استاد ممتاز دانشگاه تهران، حماسه پژوه و شخصیّت برجستهٔ ادبی در ایران معاصر و ملقب به «پدر تاریخ ادبیات ایران» بود. از تألیفات مشهور او کتاب‌های تاریخ ادبیات در ایران و حماسه‌سرایی در ایران است. او از جمله نویسندگان اصلی دانشنامه ایرانیکا بود.

## زندگی
ذبیح‌اللّه صفا در ۱۶ اردیبهشت ۱۲۹۰ در شهمیرزاد −شهری در شهرستان مهدیشهر استان سمنان زاده شد. پدرش سید علی‌اصغر صفای شهمیرزادی در شهر بابل بازرگان بود. دورهٔ آموزش ابتدایی را در سال ۱۳۰۴ در بابل به پایان رساند. آنگاه راهی تهران شد و در دبیرستان‌های سیروس و دارالفنون تحصیل کرد و در سال ۱۳۱۲ تحصیلات متوسطه را به پایان رساند. سپس تحصیلات خود را در دانشسرای عالی و دانشکدهٔ ادبیات ادامه داد و در رشته‌های ادبیات و تعلیم و تربیت لیسانس گرفت و سپس به تحصیل در دورهٔ دکتری پرداخت، تا آنکه در سال ۱۳۲۱ با پذیرش رسالهٔ او با عنوان «حماسه‌سرایی در ایران» به درجهٔ دکتری نایل شد.
صفا خدمات آموزشی خود را از سال ۱۳۱۶ با دبیری ادبیات فارسی در کلاس‌های دورهٔ دوم متوسطه در دبیرستان‌های تهران آغاز کرد. از سال ۱۳۲۱ به درجهٔ دانشیاری کرسی تاریخ ادبیات دانشگاه تهران ارتقا یافت و در سال ۱۳۲۷ در همان کرسی استاد شد؛ تا این که در سال ۱۳۴۰ به بالاترین رتبهٔ استادی (رتبهٔ ده) دست یافت. طی سال‌های ۱۳۴۱ و ۱۳۴۲ با سمت استاد مهمان در دانشگاه هامبورگ به تدریس پرداخت. در بازگشت از آلمان به مدیریت گروه زبان و ادبیات فارسی و سپس ریاست دانشکدهٔ ادبیات دانشگاه تهران انتخاب شد و تا سال ۱۳۴۷ این سمت‌ها را به عهده داشت. در آن سال پس از تغییرات ناگهانی در نظام اداری و آموزشی دانشگاه به درخواست خود بازنشسته شد و تدریس خود را به صورت افتخاری ادامه داد. در سال ۱۳۴۷ برای بار دوم به آلمان رفت و یک سال دیگر در دانشگاه هامبورگ به تدریس پرداخت. پس از بازگشت به تهران عنوان استادی ممتاز دانشگاه تهران را یافت و از آن پس در سال‌هایی که در تهران اقامت داشت به تدریس ادبیات حماسی، غنایی و دراماتیک در دورهٔ دکتری ادبیات فارسی ادامه داد. از دانشجویان و شاگردان وی می‌توان به سهراب سپهری، دکتر سید محمد ترابی، دکتر محمدجعفر یاحقی و قدمعلی سرامی اشاره کرد.
دکتر ذبیح‌اللّه صفا پس از سال ۱۳۵۷ در آلمان اقامت داشت و در تاریخ ۹ اردیبهشت ۱۳۷۸ در شهر لوبک آن کشور درگذشت.

## سال‌شمار مشاغل
- از ۱۳۲۰ تا ۱۳۲۵ ریاست ادارهٔ دانش‌سرای مقدماتی در وزارت فرهنگ را به عهده داشت.
- از ۱۳۲۰ تا ۱۳۲۵ ریاست تعلیمات عالیه در وزارت فرهنگ را داشت.
- از ۱۳۲۰ تا ۱۳۲۱ بنیان‌گذار و مدیر مجله سخن بود.
- از ۱۳۳۵ تا ۱۳۴۱ ریاست ادارهٔ کل انتشارات و روابط دانشگاهی در دانشگاه تهران را به عهده داشت.
- از ۱۳۲۵ تا ۱۳۴۷ مدیر مجلهٔ دانشکدهٔ ادبیات تهران بود.
- از ۱۳۲۵ تا ۱۳۳۶ عضو هیئت مدیره جمعیت شیر و خورشید سرخ ایران بود.
- از ۱۳۲۵ تا ۱۳۴۳ دبیر کمیسیون ملی یونسکو در ایران بود.
- از ۱۳۴۳ تا ۱۳۵۷ نایب رئیس کمیسیون ملی یونسکو در ایران بود.
- از ۱۳۲۷ تا ۱۳۳۵ عضویت در کنفرانس‌های عمومی یونسکو را در بیروت، پاریس، فلورانس، مونته‌ویدئو، دهلی نو و چندین محل دیگر را بر عهده داشت.
- از ۱۳۴۶ تا ۱۳۵۷ عضویت شورای عالی فرهنگ و هنر را داشت.
- از ۱۳۵۰ تا ۱۳۵۷ دبیر شورای عالی فرهنگ و هنر بود.

## زندگی خصوصی
ذبیح‌الله صفا در شهر لوبک آلمان با زنی آلمانی ازدواج کرد. از این ازدواج دو فرزند به نام مهرداد و یاسمین دارد.

## کتاب‌های منتشرشده

### تألیف
- گاه‌شماری و جشن‌های ملی ایرانیان، ۱۳۵۵–۱۳۱۲
- آموزشگاه‌ها و آموزش‌ها در ایران، ۱۳۱۵–۱۳۵۴
- حماسه‌سرایی در ایران، ۱۳۲۴
- دانش‌های یونانی در شاهنشاهی ساسانی، ۱۳۳۱
- تاریخ علوم عقلی در تمدن اسلامی تا اواسط قرن پنجم، ۱۳۳۱
- آیین سخن در معانی و بیان، ۱۳۳۱
- تاریخ تحول نظم و نثر فارسی، ۱۳۳۱
- تاریخ ادبیات در ایران (۵ جلد در ۸ مجلد)، ۱۳۳۲–۱۳۶۲
- مزداپرستی در ایران قدیم، ۱۳۳۶
- آیین شاهنشاهی ایران، ۱۳۴۶
- نثر فارسی از آغاز تا عهد نظام‌الملک، ۱۳۴۷
- گنج سخن، شاعران پارسی‌گوی و منتخب آثار آنان (از رودکی تا بهار)، ۳ جلد، ۱۳۳۹
- گنجینهٔ سخن، پارسی‌نویسان بزرگ و منتخب آثار آنان، ۶ جلد، ۱۳۴۸–۱۳۶۳
- دورنمایی از فرهنگ ایرانی و عصر جهانی آن، ۱۳۵۰
- نیکی‌نامه، ۱۳۵۰
- تاریخ ادبیات ایران، ۱۳۵۵
- تاریخ علوم و ادبیات ایرانی، ۱۳۴۷
- مقدمه‌ای بر تصوف، ۱۳۵۴
- سیری در تاریخ زبان‌ها و ادب ایرانی، ۱۳۵۵
- نظری به تاریخ حکمت و علوم در ایران، ۱۳۵۵

### تصحیح
- دیوان سیف‌الدین محمد فرغانی در ۳ جلد، ۱۳۴۱–۱۳۴۴
- بختیارنامهٔ دقایقی مروزی، ۱۳۴۵
- داراب‌نامهٔ بیغمی (فیروزشاه‌نامه)، ۱۳۳۹–۱۳۴۱
- داراب‌نامهٔ طرسوسی، ۱۳۴۴–۱۳۴۶
- دیوان عبدالواسع جبلی

### ترجمه
- مرگ سقراط، لامارتین (ترجمه)، ۱۳۱۴
- رافائل، لامارتین (ترجمه)، ۱۳۱۷
- کیانیان (نوشتهٔ کریستین‌سن)، ۱۳۴۳